# Innsida ut
Innsida ut är ett studioalbum med Finn Kalvik. Albumet spelades in i MajorStudio i Oslo. Albumet utgavs 1991 av skivbolaget Tomato Records.

## Låtlista
1. "Bæle, pappen og Pottet-Moses" (Øystein Sunde/Finn Kalvik) – 3:25
2. "Liten oppsummering" – 3:38
3. "Ha'kke snøring" – 3:43
4. "Jeg har finni meg sjæl" (Øystein Sunde) – 2:44
5. "Jeg ser en engel" – 4:40
6. "En for alle" – 4:14
7. "Teit som ei geit" – 3:45
8. "I sommernattens stillhet" – 4:24
9. "Arne, Bjørn og Bjarne" – 3:24
10. "Bluesen din" – 4:05
11. "Pappens blues" (Øystein Sunde/Finn Kalvik) – 2:55
12. "Når et hjerte ikke lengter mer" – 4:02

- Samtlia låtar skrivna av Finn Kalvik där inget annat anges.

## Medverkande
Musiker
- Finn Kalvik – sång, akustisk gitarr, körsång
- Øystein Sunde – gitarr, mandolin, körsång
- Freddy Lindquist – gitarr
- Geir Holmsen – basgitarr
- Per Kolstad – piano, keyboard
- Petter Kateraas, Svein Gjermundrød – trumpet
- Johan Bergli – altsaxofon, barytonsaxofon
- Knut Riisnæs – tenorsaxofon
- Bruce Rasmussen – trummor
- Elisabeth Moberg, Kari Iveland, Kristian Lindeman, Per Øystein Sørensen, Tomas Siqveland – körsång
- Pete Knutsen – arrangement (blåsinstrument)
- Rolf Løvland – arrangement på "Jeg ser en engel" och "I sommernattens stillhet"

Produktion
- Øystein Sunde – musikproducent
- Per Sveinson – ljudtekniker
- Ola Johansen – mastering
- Sigurd Eidsøren, Tore Fredenlund – fotograf
- Fotoautomaten på Oslo Ø – coverfoto
- BM Design AS – coverdesign